# Sanniki (rejon zdzięcielski)
Sanniki (biał. Саннікі, tarasz. Саньнікі, ros. Санники) – wieś na Białorusi, w obwodzie grodzieńskim, w rejonie zdzięcielskim, w sielsowiecie Dworzec (do 2013 r. w sielsowiecie Rohotna).

## Historia
W czasach zaborów miejscowość leżała w powiecie słonimskim guberni grodzieńskiej Imperium Rosyjskiego.
W okresie międzywojennym Sanniki znajdowały się w gminie Rohotna w powiecie słonimskim województwa nowogródzkiego II Rzeczypospolitej. Wieś należała do rzymskokatolickiej parafii Świętych Aniołów Stróżów w Rohotnej. 
Po agresji ZSRR na Polskę w 1939 r. miejscowość znalazła się w BSRR. 
Od 1991 r. w niepodległej Białorusi.